# Xystopeplus rufago
Xystopeplus rufago là một loài bướm đêm trong họ Noctuidae.